# 강영제
강영제(한국 한자: 羌永提, 1994년 8월 11일 ~ )는 대한민국의 전 축구 선수이며 포지션은 미드필더였다.

## 클럽 경력
화성 FC가 FA컵 2019년 때 4강 진출 맴버 중 한 명이였다.

## 플레이 스타일
탄탄한 기본기와 볼 관리, 경기운영능력이 뛰어나며, 슈팅력과 킥 또한 우수한 선수였다.

## 수상 내역

### 대회 기록
천안시청 축구단 (2013)
- 내셔널축구선수권대회 ● 준우승: 2013